# Aaron Zigman
Aaron Zigman est un compositeur et acteur américain né le 25 août 1963.

## Filmographie

### Comme compositeur
- 2000 : Tongues and Taxis
- 2002 : Fighting for Care (vidéo)
- 2002 : Behind the Scenes of 'John Q' (vidéo)
- 2002 : John Q
- 2004 : Crown Heights (TV)
- 2004 : N'oublie jamais (The Notebook)
- 2004 : Trouve ta voix (Raise Your Voice)
- 2005 : The Wendell Baker Story
- 2005 : The ACLU Freedom Files (série TV)
- 2005 : In the Mix
- 2006 : Alpha Dog
- 2006 : Akeelah (Akeelah and the Bee)
- 2006 : The Virgin of Juarez
- 2006 : Take the Lead
- 2006 : ATL
- 2006 : 10th and Wolf
- 2006 : Flicka
- 2007 : Le Secret de Terabithia
- 2007 : Un enfant pas comme les autres
- 2007 : Le Merveilleux Magasin de Mr. Magorium (avec Alexandre Desplat)
- 2007 : Charlie, les filles lui disent merci
- 2008 : Sex and the City, le film (Sex and the City)
- 2009 : Ma vie pour la tienne (My Sister Keeper)
- 2009 : L'Abominable Vérité (The Ugly Truth)
- 2009 : La Proposition (The Proposal) d'Anne Fletcher
- 2010 : La Dernière Chanson (The Last Song)
- 2010 : Sex and the City 2
- 2012 : Yellow de Nick Cassavetes
- 2013 : Les Zévadés de l'espace (Escape from Planet Earth)
- 2013 : Destination Love (Baggage Claim) de David E. Talbert
- 2015 : I Saw the Light de Marc Abraham
- 2016 : Mr. Right de Paco Cabezas
- 2016 : Wakefield de Robin Swicord
- 2017 : Le Chemin du pardon (The Shack) de Stuart Hazeldine
- 2023 : God Is a Bullet de Nick Cassavetes
- 2024 : Messagères de guerre (The Six Triple Eight) de Tyler Perry

### Comme acteur
- 2000 : Tongues and Taxis : Additional Voice (voix)